# Ploski, Blagoevgrad
Ploski (în bulgară Плоски) este un sat în Obștina Sandanski, Regiunea Blagoevgrad, Bulgaria.

## Demografie
Componența etnică a satului Ploski
     Bulgari (95,24%)
     Nicio identificare (4,75%)
     Altele (0%)
La recensământul din 2011, populația satului Ploski era de 631 locuitori. Din punct de vedere etnic, majoritatea locuitorilor (95,24%) erau bulgari. Pentru 4,75% din locuitori nu este cunoscută apartenența etnică.